# 福岡三越
- 三越 > 福岡三越
- 三越伊勢丹ホールディングス > 岩田屋三越 > 福岡三越

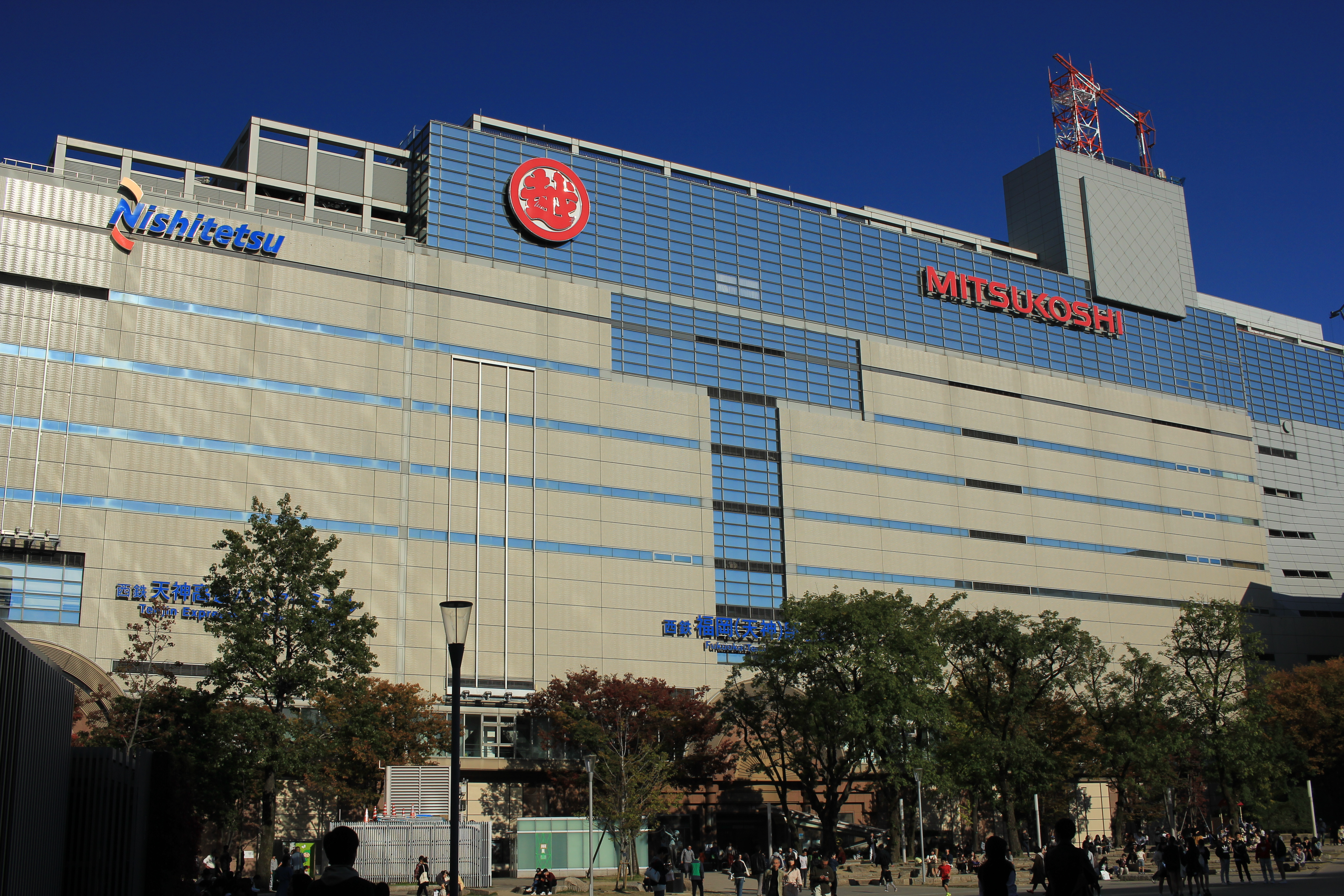
警固公園側から見たソラリアターミナルビル

福岡三越（ふくおかみつこし）は、福岡県福岡市中央区天神にある百貨店で、西鉄福岡（天神）駅ビルであるソラリアターミナルビルの核テナントである。1997年に開業した。かつては三越グループが運営していたが、三越と伊勢丹との経営統合のため2010年10月1日より三越伊勢丹ホールディングス傘下の株式会社岩田屋三越が運営している。
法人としての株式会社福岡三越は、かつてこれを運営していた企業で、次の2つが存在した。
1. 初代：1994年4月14日 - 2003年8月31日
2. 2代目：2009年10月1日 - 2010年9月30日

なお、近くで営業していた旧「ティファニー館」についても、併せて述べる。
三越伊勢丹ホールディングスに属する店舗の中では最南端に位置する。

## 概要
ソラリアターミナルビルの地下2階 - 1階・3階 - 9階に入居している。2階は西鉄福岡（天神）駅ホームとなっており、三越の店舗はない。地下1階はラシック福岡天神(名古屋栄のラシックの姉妹店)となっている。3階は西鉄天神高速バスターミナルと、4階 - 8階はソラリアターミナル駐車場と一体の構造となっている。

## 歴史
福岡における三越の歴史は、1982年（昭和57年）、福岡市博多区中洲に企業相手の拠点をオープンさせたのが始まりである。それまで全国主要都市の中で唯一拠点を持たなかった福岡を、以後三越は重要視し、一般客相手の店舗進出の機会を探ることとなった。
1992年（平成4年）、三越は初の福岡における一般客向けの店舗として「三越福岡天神（後の三越福岡ティファニー館）」を開業させた。形態としては、名古屋の「ラシック」や「新宿アルコット店」のような専門店形式であった。
その前年、西日本鉄道（西鉄）が福岡（天神）駅再開発計画における駅部分の核テナントとして三越を選定。当初（初代）福岡三越は、三越と西鉄、西鉄グループであった百貨店の井筒屋による共同出資を予定したが、計画時点より三越が過半を出資し、店舗名も同社主導による「福岡三越」として1997年（平成9年）10月1日に開店、2003年（平成15年）一旦三越側の都合で合併、消滅した。しかしその後三越が、ライバルの岩田屋を子会社とする伊勢丹と、三越伊勢丹ホールディングスを設立して経営統合すると、一転して地域分社の方針に転換。このため、2009年、6年ぶりに法人としての福岡三越（法人としては2代目）が復活することとなった。なお、実際に百貨店事業を三越から譲り受けて開始したのは、設立から半年後の2010年（平成22年）4月1日。
（2代目）福岡三越の復活は岩田屋の再編とセットになっている。岩田屋も、伊勢丹の子会社から三越伊勢丹ホールディングスの完全子会社にする手続きが、福岡三越社復活とほぼ同時に行われている。こちらは伊勢丹の子会社統括機能を分離し、三越伊勢丹ホールディングスが吸収する方式で行われた。そして2010年（平成22年）10月1日付で（2代目）福岡三越は岩田屋に吸収合併され解散、以後は岩田屋三越により運営されている。なお統合に際しては、2代目福岡三越社長の太田垣立郎が同年6月以降岩田屋の社長も兼ね、統合準備を進めた。
- 福岡同様、三越・伊勢丹（地域子会社）が併存する新潟では、福岡三越復活と同時に新潟三越を新潟伊勢丹に移管し、新潟伊勢丹を「株式会社新潟三越伊勢丹」に改称した。かつての地場の百貨店であった大和の撤退後、新潟県唯一の百貨店企業となった。

ティファニー館については、福岡三越が開業して以降も規模を縮小しながら三越本体直営（福岡三越へは部分委託）で運用されていたが、2004年（平成16年）にティファニーショップがソラリアプラザへ移転した後閉鎖され撤退、現在は一部が「カラオケシダックス 福岡天神クラブ」として運営されている。

## アクセス
- 西鉄天神大牟田線 西鉄福岡（天神）駅と同居
- 福岡市地下鉄七隈線 天神南駅を下車後、天神地下街12番街のスターバックスコーヒー、サンマルクカフェ前を通り西へ
- 福岡市地下鉄空港線 天神駅を下車後、天神地下街西6番街と西7番街の間から西へ